# Peiro lébado (Peyrolles)
La Peiro lébado, appelée aussi menhir de Peyrolles (ou d'Arques), est un menhir situé à Peyrolles dans le département de l'Aude.

## Description
Le menhir est un monolithe de calcaire de 2,50 m de hauteur légèrement incliné vers le sud/sud-ouest.

## Folklore
Selon une tradition, le sol résonne sous les pas autour du menhir car celui-ci surmonterait une cavité souterraine.